# Tòa án hiến pháp

Tòa án Hiến pháp Nga (kiến trúc sư Marian Peretiatkovich, 1912)

Tòa án hiến pháp hay tòa bảo hiến là một tòa án có liên quan chủ yếu đến luật hiến pháp. Thẩm quyền chính của nó là quyết định các luật bị vi phạm hoặc vi hiến hay không, ví dụ chúng có xung đột với các quyền và quyền tự do do hiến pháp thiết lập hay không.
Đây là danh sách các quốc gia có một tòa bảo hiến độc lập. Nhiều nước khác không có tòa bảo hiến độc lập, nhưng thay vào đó họ phân bổ quyền tư pháp về hiến pháp cho tòa án tối cao. Tuy nhiên, những tòa án như vậy thường cũng được gọi là "tòa án hiến pháp"; ví dụ nhiều người gọi Tòa án Tối cao Hoa Kỳ là "tòa bảo hiến lâu đời nhất trên thế giới" bởi vì nó là tòa án đầu tiên trên thế giới vô hiệu hóa một luật vi hiến (Marbury v. Madison) cho dù nó không phải là tòa bảo hiến độc lập. Áo là nước đầu tiên trên thế giới thành lập tòa bảo hiến độc lập vào năm 1920 (mặc dầu sau đó nó bị hoãn lại cùng với hiến pháp đã sáng tạo ra nó từ năm 1934 đến 1945); trước đó, chỉ có Mỹ và Úc đã thông qua khái niệm thẩm định pháp lý (judicial review) trong tòa án tối cao.
Việt Nam không có tòa án hiến pháp. Một số ý kiến cho rằng nhà nước Việt Nam nên lập tòa án hiến pháp để ngăn chặn việc vi hiến xảy ra.
Các quốc gia có tòa án hiến pháp độc lập gồm:
| - Albania - Armenia - Áo - Azerbaijan - Belarus - Bỉ - Bosna và Hercegovina - Bulgaria - Trung Phi - Chile - Colombia - Congo - Croatia |  | - Cộng hòa Séc - Ecuador - Ai Cập - Pháp - Gruzia - Đức - Hy Lạp - Guatemala - Hungary - Ý - Kazakhstan - Hàn Quốc - Kyrgyzstan |  | - Latvia - Litva - Cộng hòa Macedonia - Madagascar - Mali - Moldova - Mông Cổ - Ba Lan - Bồ Đào Nha - Romania - Nga - Serbia |  | - Slovakia - Slovenia - Nam Phi - Tây Ban Nha - Tajikistan - Thái Lan - Thổ Nhĩ Kỳ - Turkmenistan - Uganda - Ukraina - Uzbekistan |